# 토머스 조지프 라이언 (1942년)
토머스 조지프 라이언(Thomas Joseph Ryan, 1942년 2월 28일 ~ )은 미국 필라델피아에 거주하던 캐나다인 부모 사이에서 출생한 캐나다 SF 문학 작가이며 前 정치가이다.

## 주요 이력
미국 워싱턴 디스트릭트 오브 컬럼비아 세인트 앨번스 스쿨을 나온 그는 훗날 캐나다에서 1962년 시인 겸 수필가로 첫 입문하였고 1968년에 문학평론가 겸 번역가로도 등단한 그는 훗날 1972년에서 1976년까지 피에르 트뤼도 캐나다 총리의 캐나다 총리실 연설비서관 직책에 입직하였으며 1976년 캐나다 총리실 연설비서관 직에서 퇴임한 그는 그 후 1977년 SF 소설 《Adolescence of P-1》으로 큰 주목과 인기를 끌며 화제를 모으기도 하였다.
1988년 대한민국 방문 당시 김존(金尊)이라는 한국어(한자어) 이름을 사용하였으며 같은 해(1988년)에 홍콩과 마카오와 브루나이 반다르세리베가완과 말레이시아 쿠알라룸푸르와 인도네시아 자카르타와 인도 델리와 스리랑카 콜롬보와 영국 카디프를 방문 당시 토머스 멀로이스 킴(Thomas Marlois Kim)이라는 동양식 영어 이름을 사용하였다.